# 舟水桥街道
舟水桥街道，是中华人民共和国贵州省遵义市红花岗区下辖的一个乡镇级行政单位。

## 行政区划
舟水桥街道下辖以下地区：
罗家坝社区、新店子社区、南宫山社区、铜罗井社区、河舟社区、凉厅社区、镇隆社区和红舟村。